# Традиторы
Традиторы (лат. traditor, мн. лат. traditores — «тот, кто п(е)редал») — термин, обозначающий епископов и простых верующих христиан, которые под угрозой преследований подчинились требованиям должностных лиц Римской империи и передали последним для сожжения рукописи Священного писания или как-то способствовали гонениям. Широкое распространение термин получил в ходе последовавших в результате Великого гонения внутрихристианских конфликтов в Северной Африке, когда таким образом донатисты обозначали всех христиан, признающих авторитет империи, даже после признания христианства государственной религией при Константине Великом.
Суровые гонения в Северной Африке, проводимые префектом Анулином, привели к внутреннему разделению среди христиан на умеренную часть, которая из благоразумия и желая избежать большего зла выдала магистратам книги и церковное имущество, и тех, кто считал подобный компромисс невозможным и называл своих противников оскорбительным словом традитор. Вскоре между этими двумя партиями возник спор о главенстве в Африканской церкви. Занимавший пост епископа Карфагена умеренный Мензурий был обвинён последователями нумидийского епископа Майорина в, как минимум, преступном соучастии традиторам. При жизни авторитет Мензурия удерживал их от открытой враждебности. Однако после его смерти на обратном пути из Рима, куда он был вызван для дачи объяснений, новый епископ Цецилиан был низложен, поскольку противники, «нумидийская» партия, объявили его посвящение, совершённое другим известным традитором, Феликсом Аптунгским, недействительным. После того, как против Цецилиана были выдвинуты и другие обвинения, связанные с пособничеством римским властям в их преследованиях, «карфагенская» партия решила избрать вместо него Майорина.
В конечном счёте обе партии обратились к гражданским властям, которые всё ещё представлял Анулин, передавший это дело на усмотрение Константина. Тот, в свою очередь, доверил решение церкви, и окончательное решение, принятое на соборе в Арле в 314 году, было в пользу Цецилиана, подтвердившего законность его посвящения. Затем оно было ещё раз подтверждено в Милане в 316 году, после чего вопрос о традиторах остался актуальным только для донатистов.